# Osvaldo Canziani
Osvaldo F. Canziani (Buenos Aires, 1923–29 de octubre de 2015) fue un profesor, climatólogo y meteorólogo argentino, copresidente en su momento del Grupo de Trabajo II del Grupo Intergubernamental de Expertos sobre el Cambio Climático, organismo que recibió el Nobel de la Paz de 2007 junto a Al Gore.

## Trayectoria
Se licencia y doctora en Ciencias de la Atmósfera, por la Universidad de Buenos Aires, Facultad de Ciencias Exactas y Naturales, el 10 de junio de 1969.[cita requerida]
En Buenos Aires, IAAAIRRRR e Investigaciones del Ambiente" (IEIMA). Además, investiga y enseña en la Universidad Católica Argentina.
En el Grupo Intergubernamental de Expertos sobre el Cambio Climático se desempeñó como copresidente del Grupo de Trabajo II "Impactos, Adaptación y Vulnerabilidad", puesto de responsabilidad en la creación tanto del tercer Informe de Evaluación del IPCC como del cuarto Informe de Evaluación del IPCC en enero de 2007.

## Algunas publicaciones

### Como editor
- 2007. IPCC. Autores Grupo Intergubernamental de Expertos sobre Cambio Climático 2007. Grupo de Trabajo II al Cuarto Informe de Evaluación, W. Neil Adger, Lučka Kajfež-Bogataj. Editores Martin L. Parry, Osvaldo Canziani, Jean Palutikof. Editor Cambridge University Press, 114 pp. ISBN 9291693219

### Como Director de Tesis
- martin Parry, osvaldo Canziani, jean Palutikof, paul van der Linden, clair Hanson. 2007. Climate change 2007: Impacts, adaptation and vulnerability : Contribution of Working Group III to the Fourth Assessment report of the IPCC. Editor Cambridge University Press, 976 pp.

## Honores
Miembro de
- Academia Argentina de Ciencias del Ambiente[5]
- CONICET